# Apresentação fetal

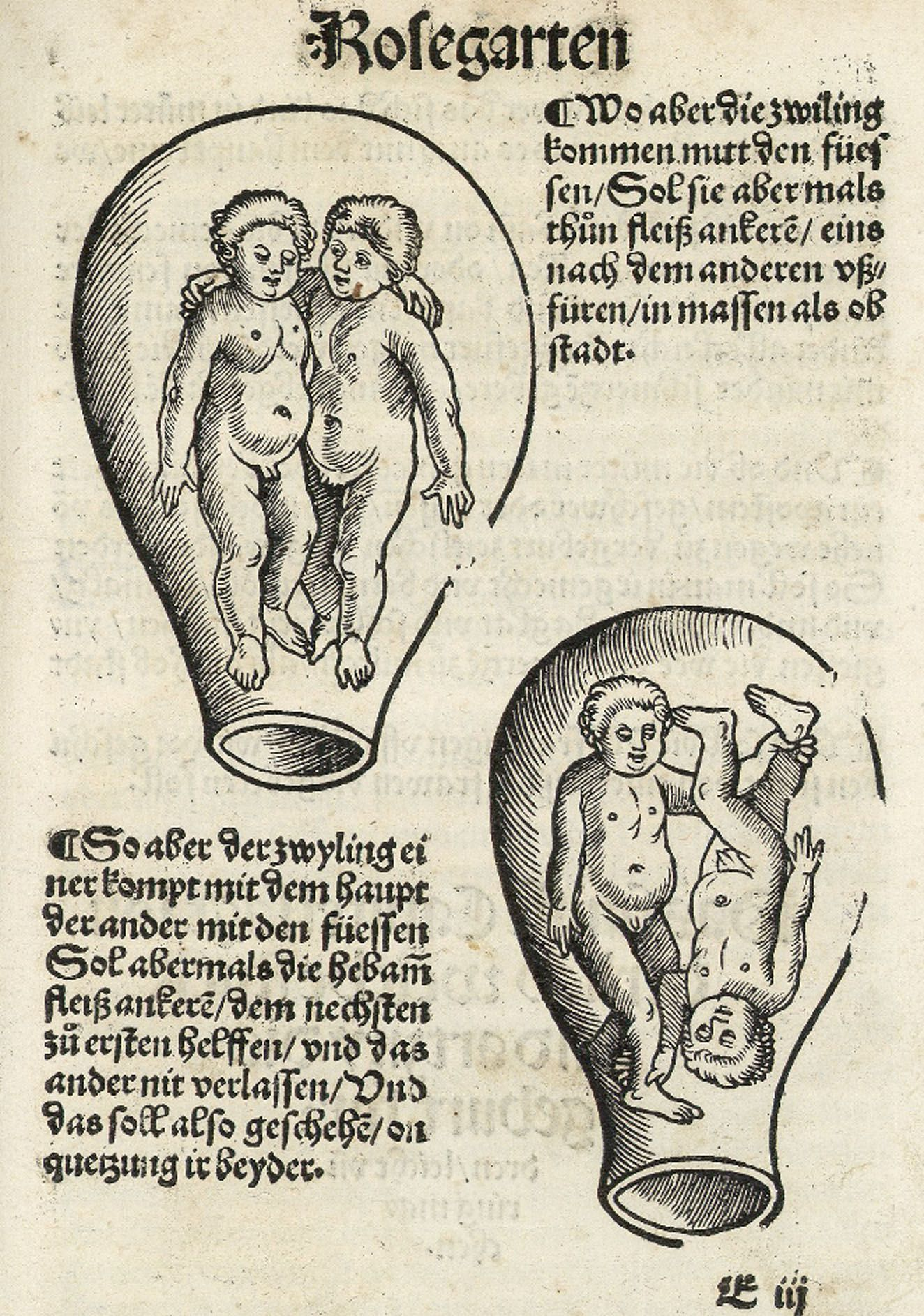
Apresentação de gêmeos em Der Rosengarten ("O Jardim das Rosas"), um texto médico alemão padrão para parteiras publicado em 1513

Em obstetrícia, a apresentação de um feto prestes a nascer especifica qual parte anatômica do feto está à frente, isto é, mais próxima da entrada pélvica do canal de parto. De acordo com a parte que se apresenta, identifica-se como cefálica, pélvica ou ombro. Uma má apresentação é qualquer apresentação diferente da apresentação vértice (com o topo da cabeça primeiro).

## Classificação
Assim, as várias apresentações são:
- Apresentação cefálica (cabeça primeiro):
  - vértice (coroa) — a mais comum e associada ao menor número de complicações
  - Sínciput (testa)
  - fronte (sobrancelhas)
  - face
  - queixo
- Apresentação pélvica[1] (nádegas ou pés primeiro):
  - pélvica completa
  - pélvica podálica
  - pélvica franca
- Apresentação de ombro:
  - braço
  - ombro
  - tronco
- apresentação composta — quando qualquer outra parte se apresenta junto com a cabeça fetal

## Termos obstétricos relacionados

### Atitude
- Definição: relação da cabeça fetal com a coluna:
  - fletida (esta é a situação normal)
  - neutra ("militar")
  - estendida
  - hiperestendida

### Posição
- Relação da parte que se apresenta com a pelve materna, com base na apresentação. O feto entra na pelve no plano occípito-transverso (esquerdo ou direito), desce, flete e depois gira 90 graus para occípito-anterior (mais comum).
  - Apresentação cefálica
    - Apresentação de vértice com situação longitudinal:[1]
      - Occípito-anterior esquerdo (OAE) — o occípito está próximo à vagina (daí conhecida como apresentação de vértice), voltado anteriormente (para frente, com a mãe em pé) e para a esquerda. É a posição e situação mais comuns.
      - Occípito-anterior direito (OAD) — o occípito está voltado anteriormente e para a direita. Menos comum que OAE, mas não associada a complicações no parto.
      - Occípito-posterior esquerdo (OPE) — o occípito está voltado posteriormente (para trás) e para a esquerda.
      - Occípito-posterior direito (OPD) — o occípito está voltado posteriormente e para a direita.
      - Occípito-anterior — o occípito voltado anteriormente (absolutamente reto, sem desvio para os lados).
      - Occípito-posterior — o occípito voltado posteriormente (absolutamente reto, sem desvio para os lados).

    - Apresentação de face
      - Mentoposição anterior — o queixo fetal está voltado para a sínfise púbica materna.
      - Mentoposição posterior — o queixo fetal está voltado para o sacro materno. Esta apresentação não é compatível com parto vaginal.

  - Apresentação pélvica com situação longitudinal:[1]
    - Sacro-anterior esquerdo (SAE) — as nádegas, em vez do occípito como na apresentação de vértice, estão próximas à vagina (daí conhecida como apresentação pélvica), voltadas anteriormente e para a esquerda.
    - Sacro-anterior direito (SAD) — as nádegas voltadas anteriormente e para a direita.
    - Sacro-posterior esquerdo (SPE) — as nádegas voltadas posteriormente e para a esquerda.
    - Sacro-posterior direito (SPD) — as nádegas voltadas posteriormente e para a direita.
    - Sacro-anterior (SA) — as nádegas voltadas anteriormente.
    - Sacro-posterior (SP) — as nádegas voltadas posteriormente.

  - Apresentação de ombros com situação transversa são classificadas em quatro tipos, com base na localização da escápula (omoplata). Esta apresentação deve ser resolvida por cesariana.
    - Escápula-anterior esquerda (EAE)
    - Escápula-anterior direita (EAD)
    - Escápula-posterior esquerda (EPE)
    - Escápula-posterior direita (EPD)

### Situação
- Definição: relação entre o eixo longitudinal do feto e da mãe:
  - longitudinal (resultando em apresentação cefálica ou pélvica)
  - oblíqua (instável, acabará por se tornar transversa ou longitudinal)
  - transversa (resultando em apresentação de ombro)
    - dorso para cima
    - dorso para baixo (indicação para incisão uterina vertical durante a cesariana)